# Saison 2 de The Odd Couple
Chronologie
Saison 1 Saison 3
Cet article présente le guide des épisodes de la deuxième saison de la série télévisée américaine The Odd Couple.

## Généralités
- Aux États-Unis, la saison a été diffusée du 7 avril 2016 au 23 mai 2016 sur le réseau CBS.
- Au Canada, la saison a été diffusée du 7 avril 2016 au 23 juin 2016 sur le réseau CTV.

## Distribution

### Acteurs principaux
- Matthew Perry : Oscar Madison
- Thomas Lennon (VF : Stéphane Ronchewski) : Felix Unger
- Lindsay Sloane (VF : Olivia Luccioni) : Emily
- Wendell Pierce : Teddy
- Yvette Nicole Brown : Dani

### Acteurs récurrents
- Dave Foley (VF : Laurent Morteau) : Roy
- Lauren Graham : Gaby
- Leslie Bibb (VF : Pamela Ravassard) : Casey
- Geoff Stults (VF : Thomas Roditi) : Murph
- Christine Woods (VF : Laurence Bréheret) : Ashley, femme de Felix
- Teri Hatcher : Charlotte[1]

## Épisodes

### Épisode 1:Voisins, voisines
- États-Unis /  Canada : 7 avril 2016 sur CBS[2] / CTV
- Belgique : 14 avril 2019 sur Club RTL

- États-Unis : 7,63 millions de téléspectateurs[3] (première diffusion)
- Canada : 1,843 million de téléspectateurs[4] (première diffusion + différé 7 jours)

- Lisa Ann Walter (Linda)
- Lenny Venito (Frank)
- Judy Kain (Maureen)
- Mary Jo Catlett (Elderly Woman)

### Épisode 2:Toc toc
- États-Unis /  Canada : 14 avril 2016 sur CBS / CTV
- Belgique : 14 avril 2019 sur Club RTL

- États-Unis : 7,10 millions de téléspectateurs[5] (première diffusion)
- Canada : 1,504 million de téléspectateurs[6] (première diffusion + différé 7 jours)

Geoff Stults (Murph)

### Épisode 3:Un pas vers la maturité
- États-Unis /  Canada : 21 avril 2016 sur CBS / CTV
- Belgique : 21 avril 2019 sur Club RTL

- États-Unis : 8,64 millions de téléspectateurs[7] (première diffusion)
- Canada : 1,641 million de téléspectateurs[8] (première diffusion + différé 7 jours)

- Teri Hatcher (Charlotte)
- Brianne Howey (Allyson)
- Judy Kain (Maureen)
- Ali Ghandour (DJ)
- Amir Abdullah (Freestyle Rapper)

### Épisode 4:Madison et fils
- États-Unis /  Canada : 28 avril 2016 sur CBS / CTV
- Belgique : 21 avril 2019 sur Club RTL

- États-Unis : 8,16 millions de téléspectateurs[9] (première diffusion)
- Canada : 1,626 million de téléspectateurs[10] (première diffusion + différé 7 jours)

- Geoff Stults (Murph)
- Garry Marshall (Walter Madison)
- Steve Boldis (Mr. Met)
- Conor Duffy (Mets Official)
- Brian T. Delaney (Announcer, O.S.)
- Andrew Kishino (Steve, V.O.)
- Fred Tatasciore (Don, V.O.)

### Épisode 5:Prélude
- États-Unis /  Canada : 2 mai 2016 sur CBS / CTV
- Belgique : 28 avril 2019 sur Club RTL

- États-Unis : 5,89 millions de téléspectateurs[11] (première diffusion)

- Teri Hatcher (Charlotte)
- Sheryl Underwood (Diane)
- Simon Templeman (Nigel)

### Épisode 6:Un Oscar nommé désir
- États-Unis /  Canada : 5 mai 2016 sur CBS / CTV
- Belgique : 28 avril 2019 sur Club RTL

- États-Unis : 8,07 millions de téléspectateurs[12] (première diffusion)
- Canada : 1,41 million de téléspectateurs[13] (première diffusion + différé 7 jours)

Teri Hatcher (Charlotte)

### Épisode 7:Dani est dans la place
- États-Unis : 9 mai 2016 sur CBS
- Canada : 18 mai 2016 sur CTV
- Belgique : 5 mai 2019 sur Club RTL

- États-Unis : 5,81 millions de téléspectateurs[14] (première diffusion)

- Geoff Stults (Murph)
- Rich Eisen (lui-même)
- Joanna Cassidy (Judy)
- Brad Lee Wind (Cal)
- Martin Yu (Shopkeeper)
- Brian T. Delaney (Caller, O.S)
- Dave Boat (Steve, O.S)

### Épisode 8:Un anniversaire maudit
- États-Unis /  Canada : 12 mai 2016 sur CBS / CTV
- Belgique : 5 mai 2019 sur Club RTL

- États-Unis : 8,56 millions de téléspectateurs[15] (première diffusion)
- Canada : 1,652 million de téléspectateurs[16] (première diffusion + différé 7 jours)

- Teri Hatcher (Charlotte)
- Sheryl Underwood (Diane)
- Caleb Brown (Evan)

### Épisode 9:Échec et mat
- États-Unis : 16 mai 2016 sur CBS
- Canada : 18 mai 2016 sur CTV
- Belgique : 12 mai 2019 sur Club RTL

- États-Unis : 5,74 millions de téléspectateurs[17] (première diffusion)

- Jim Rash (Joshua Norwall)
- David Pressman (Norman)
- Bryant Tardy (Andre)
- Dimiter D. Marinov (Sasha)
- Joyce Sanderson-Garcia (Lynn Wactor)
- Jill Basey (Neighbor)
- Micah Nelson (Young Felix)
- Ivan Mallon (Young Joshua)

### Épisode 10:Trio mais pas trop
- États-Unis /  Canada : 19 mai 2016 sur CBS / CTV
- Belgique : 19 mai 2019 sur Club RTL

- États-Unis : 7,26 millions de téléspectateurs[18] (première diffusion)
- Canada : 1,113 million de téléspectateurs[19] (première diffusion + différé 7 jours)

- Alex Ball (Waiter)
- Cesili Williams (Nurse)

### Épisode 11:L'appel du bitume
- États-Unis : 19 mai 2016 sur CBS
- Canada : 30 mai 2016 sur CTV
- Belgique : 26 mai 2019 sur Club RTL

- États-Unis : 6,15 millions de téléspectateurs[18] (première diffusion)
- Canada : 714 000 téléspectateurs[20] (première diffusion + différé 7 jours)

- Geoff Stults (Murph)
- Robert Ben Garant (Officer)
- Peter Ngo (Teen)
- Kent Avenido (Security Guard)
- Greice Santo (Gia)

### Épisode 12:Moi, président!
- États-Unis : 23 mai 2016 sur CBS
- Canada : 30 mai 2016 sur CTV
- Belgique : 26 mai 2019 sur Club RTL

- États-Unis : 4,52 millions de téléspectateurs[21] (première diffusion)
- Canada : 714 000 téléspectateurs[20] (première diffusion + différé 7 jours)

- Geoff Stults (Murph)
- Lisa Ann Walter (Linda)
- Jerry Lambert (Wayne)
- Vernee Watson (Frannie)
- Don Stark (Mr. Blaustein)
- Krizia Bajos (Peg)

### Épisode 13:Le syndrome de l'ex
- États-Unis : 23 mai 2016 sur CBS
- Canada : 23 juin 2016 sur CTV
- Belgique : 2 juin 2019 sur Club RTL

- États-Unis : 4,47 millions de téléspectateurs[21] (première diffusion)

- Geoff Stults (Murph)
- Teri Hatcher (Charlotte)
- Christine Woods (Ashley)
- Judy Kain (Maureen)
- Cynthia McWilliams (Alexis)